# Otiščanec
Otiščánec, kúrje okó ali klávus je hipertrofija poroženele plasti kože na otiščanem mestu s centralnim vraščanjem v globino, najpogosteje na prstih noge. Nastanejo na mestu, kjer je koža izpostavljenja stalnim pritiskom oziroma drgnjenju. Na takem prizadetem mestu se koža odebeli, da zaščiti občutljivo mesto, ki pritiska in se drgne ob kost. Gre za stožčaste, trnu podobne odebelitve kože iz poroženelih celic, ki segajo v globlje plasti, kjer so živci, in lahko zato povzročajo kronično bolečino. Pojavijo se lahko tudi razjede ter sekundarne bakterijske ali glivične okužbe.

## Zdravljenje
Na voljo so pripravki za odstranjevanje kurjih očes v obliki obližev, tekočine, mazil, pisal itd., ki vsebujejo keratolitik, kot je salicilna kislina. Keratolitik raztaplja keratin in s tem odstranjujejo odmrlo kožo. Če pri bolniku dejavnik, ki je povzročil nastanek otiščanca, še naprej ostaja, se praviloma otiščanec ponovi. Zato je pomembno dejavnik odkriti in se mu izogibati (na primer prenehanje uporabe neudobne obutve, uporaba posebnih vložkov v obuvalu ...). V skrajnejših primerih, ko je vzrok nepravilna hoja, je smiselno, da bolnik popravi hojo. Če ni možna druga oblika zdravljenja, je včasih potreben kirurški poseg.